# Robert Adamson
Robert Adamson (Edimburgo, 19 de Janeiro de 1852 — 8 de Fevereiro de 1902) foi um filósofo escocês. Representante da escola neocrítica, orientada para o empirismo. Escreveu: Roger Bacon (1876), On the Philosophy of Kant (1879), Fichte (1881) e The Development of Modern Philosophy (1903).
Agnóstico, afirmou que as provas da existência de Deus eram "intelectualmente irrepresentáveis".